# 202 a.C.

## Eventos
- Marco Servílio Púlex Gêmino e Tibério Cláudio Nero, cônsules romanos.
- Caio Servílio Gêmino é nomeado ditador romano e escolhe Públio Élio Peto como seu mestre da cavalaria. É o último ditador romano até a ditadura de Sula em 81 a.C..
- Décimo-sétimo ano da Segunda Guerra Púnica:
  - Batalha de Zama, em 19 de outubro, decide a guerra. O exército romano liderado por Cipião Africano derrotou as forças de Cartago lideradas por Aníbal.

- Fundação, na China, da dinastia Han (até 220 d.C.).